# Statistiche della pandemia di COVID-19 in Italia
Di seguito le statistiche relative alla pandemia di COVID-19 in Italia, in corso tra il 2020 e il 2023.

## Casi attivi per settimana
Totale casi attiviData0500.0001.000.0001.500.0002.000.0002.500.0003.000.0002/2/202014/2/202127/2/2022Casi attivi

## Nuovi casi, guarigioni e decessi per settimana
Nuovi casi, guarigioni e decessi per settimanaData0300.000600.000900.0001.200.0001.500.00027/1/202023/11/202020/9/2021Nuovi casi settimanaliGuarigioni settimanaliDecessi settimanali

## Ricoveri
RicoveriData0500.0001.000.0001.500.0002.000.0002.500.0003.000.0002/2/202013/12/202024/10/2021Pazienti in isolamento domiciliareRicoveri con sintomiRicoveri in terapia intensiva

## Ingressi in terapia intensiva
Il dato sui nuovi ingressi in terapia intensiva, reso noto dal Dipartimento della protezione civile, è disponibile a partire da giovedì 3 dicembre 2020. I dati iniziali non includono alcune Regioni.
Ingressi settimanali in terapia intensivaData030060090012001500180021006/12/202025/4/202112/9/2021Nuovi ingressi in terapia intensiva

## Tamponi e casi testati

### 27 gennaio -19 luglio 2020
Questo grafico non è disponibile a causa di un problema tecnico.
Si prega di non rimuoverlo.
N.B. Risultano 1.052.577 casi testati prima del 24 aprile 2020.

## Dati sui casi diagnosticati
| Regione                       | Regione               |  | Casi (%)           | Casi (%)           |
| ----------------------------- | --------------------- |  | ------------------ | ------------------ |
| Lombardia                     | Lombardia             |  | 3 697 105 (16%)    | 3 697 105 (16%)    |
| Veneto                        | Veneto                |  | 2 362 441 (10.22%) | 2 362 441 (10.22%) |
| Campania                      | Campania              |  | 2 266 927 (9.81%)  | 2 266 927 (9.81%)  |
| Lazio                         | Lazio                 |  | 2 126 739 (9.2%)   | 2 126 739 (9.2%)   |
| Emilia-Romagna                | Emilia-Romagna        |  | 1 922 905 (8.32%)  | 1 922 905 (8.32%)  |
| Sicilia                       | Sicilia               |  | 1 670 636 (7.23%)  | 1 670 636 (7.23%)  |
| Piemonte                      | Piemonte              |  | 1 548 868 (6.7%)   | 1 548 868 (6.7%)   |
| Puglia                        | Puglia                |  | 1 500 800 (6.49%)  | 1 500 800 (6.49%)  |
| Toscana                       | Toscana               |  | 1 442 452 (6.24%)  | 1 442 452 (6.24%)  |
| Marche                        | Marche                |  | 642 293 (2.78%)    | 642 293 (2.78%)    |
| Liguria                       | Liguria               |  | 592 878 (2.57%)    | 592 878 (2.57%)    |
| Abruzzo                       | Abruzzo               |  | 576 768 (2.5%)     | 576 768 (2.5%)     |
| Calabria                      | Calabria              |  | 571 636 (2.47%)    | 571 636 (2.47%)    |
| Friuli-Venezia Giulia         | Friuli-Venezia Giulia |  | 513 256 (2.22%)    | 513 256 (2.22%)    |
| Trentino-Alto Adige           | Trentino-Alto Adige   |  | 500 366 (2.16%)    | 500 366 (2.16%)    |
| Sardegna                      | Sardegna              |  | 459 769 (1.99%)    | 459 769 (1.99%)    |
| Umbria                        | Umbria                |  | 392 220 (1.7%)     | 392 220 (1.7%)     |
| Basilicata                    | Basilicata            |  | 186 996 (0.81%)    | 186 996 (0.81%)    |
| Molise                        | Molise                |  | 92 488 (0.4%)      | 92 488 (0.4%)      |
| Valle d'Aosta                 | Valle d'Aosta         |  | 46 470 (0.2%)      | 46 470 (0.2%)      |
| Aggiornato al 17 ottobre 2022 |                       |  |                    |                    |

██ Maschi (48,6%)
██ Femmine (51,4%)
██ Autoctoni (81%)
██ Estero (0,1%)
██ Regione diversa da quella di notifica (0,2%)
██ Non noto (18,9%)
██ 0-9 (7,9%)
██ 10-19 (12,5%)
██ 20-29 (13,6%)
██ 30-39 (13,7%)
██ 40-49 (16,4%)
██ 50-59 (15,7%)
██ 60-69 (9,1%)
██ 70-79 (6%)
██ 80-89 (3,9%)
██ ≥90 (1,2%)
██ Asintomatici (53,6%)
██ Pauci-sintomatici (17%)
██ Sintomi lievi (20,8%)
██ Condizioni severe (6%)
██ Condizioni critiche (2,8%)

## Dati sui decessi
L'ISTAT e l'ISS, in uno studio del luglio 2020, hanno evidenziato come gran parte dei morti durante la prima ondata pandemica sia morta a causa della COVID-19 e non per altre patologie pregresse, come comunemente creduto.
Decessi per fascia d'età al 26 gennaio 2022Fascia d'età0300.000600.000900.0001.200.0001.500.0001.800.0000-930-3960-69≥90CasiDecessi
| regione                         | regione               |  | decessi (%)    | decessi (%)    |
| ------------------------------- | --------------------- |  | -------------- | -------------- |
| Lombardia                       | Lombardia             |  | 25317 (33.61%) | 25317 (33.61%) |
| Piemonte                        | Piemonte              |  | 7979 (10.59%)  | 7979 (10.59%)  |
| Emilia-Romagna                  | Emilia-Romagna        |  | 7887 (10.47%)  | 7887 (10.47%)  |
| Veneto                          | Veneto                |  | 6763 (8.98%)   | 6763 (8.98%)   |
| Lazio                           | Lazio                 |  | 3840 (5.1%)    | 3840 (5.1%)    |
| Toscana                         | Toscana               |  | 3730 (4.95%)   | 3730 (4.95%)   |
| Liguria                         | Liguria               |  | 2912 (3.87%)   | 2912 (3.87%)   |
| Campania                        | Campania              |  | 2911 (3.86%)   | 2911 (3.86%)   |
| Puglia                          | Puglia                |  | 2516 (3.34%)   | 2516 (3.34%)   |
| Sicilia                         | Sicilia               |  | 2494 (3.31%)   | 2494 (3.31%)   |
| Trentino-Alto Adige             | Trentino-Alto Adige   |  | 1712 (2.27%)   | 1712 (2.27%)   |
| Friuli-Venezia Giulia           | Friuli-Venezia Giulia |  | 1707 (2.27%)   | 1707 (2.27%)   |
| Marche                          | Marche                |  | 1607 (2.13%)   | 1607 (2.13%)   |
| Abruzzo                         | Abruzzo               |  | 1231 (1.63%)   | 1231 (1.63%)   |
| Sardegna                        | Sardegna              |  | 764 (1.01%)    | 764 (1.01%)    |
| Umbria                          | Umbria                |  | 631 (0.84%)    | 631 (0.84%)    |
| Calabria                        | Calabria              |  | 488 (0.65%)    | 488 (0.65%)    |
| Valle d'Aosta                   | Valle d'Aosta         |  | 386 (0.51%)    | 386 (0.51%)    |
| Basilicata                      | Basilicata            |  | 262 (0.35%)    | 262 (0.35%)    |
| Molise                          | Molise                |  | 195 (0.26%)    | 195 (0.26%)    |
| aggiornamento al 3 gennaio 2021 |                       |  |                |                |

██ Maschi (56,4%)
██ Femmine (43,6%)
██ zero (2,9%)
██ una (11,3%)
██ due (17,9%)
██ tre o più (67,8%)
| sintomi                        | sintomi  |  | %   | %   |
| ------------------------------ | -------- |  | --- | --- |
| dispnea                        | dispnea  |  | 73% | 73% |
| febbre                         | febbre   |  | 67% | 67% |
| tosse                          | tosse    |  | 32% | 32% |
| diarrea                        | diarrea  |  | 6%  | 6%  |
| emottisi                       | emottisi |  | 1%  | 1%  |
| aggiornamento al 4 maggio 2021 |          |  |     |     |

| complicanze                      | complicanze                |  | %     | %     |
| -------------------------------- | -------------------------- |  | ----- | ----- |
| insufficienza respiratoria       | insufficienza respiratoria |  | 93.3% | 93.3% |
| danno renale acuto               | danno renale acuto         |  | 25.4% | 25.4% |
| sovrainfezione                   | sovrainfezione             |  | 21%   | 21%   |
| danno miocardico acuto           | danno miocardico acuto     |  | 10.4% | 10.4% |
| aggiornamento al 10 gennaio 2022 |                            |  |       |       |

|                                           |                                           |  | giorni | giorni |
| ----------------------------------------- | ----------------------------------------- |  | ------ | ------ |
| insorgenza sintomi → decesso              | insorgenza sintomi → decesso              |  | 13     | 13     |
| insorgenza sintomi → ricovero in ospedale | insorgenza sintomi → ricovero in ospedale |  | 5      | 5      |
| ricovero → decesso                        | ricovero → decesso                        |  | 8      | 8      |
| ricovero → decesso (no rianimazione)      | ricovero → decesso (no rianimazione)      |  | 7      | 7      |
| ricovero → decesso (sì rianimazione)      | ricovero → decesso (sì rianimazione)      |  | 13     | 13     |
| aggiornamento al 10 gennaio 2022          |                                           |  |        |        |

## Vaccinazioni

### Persone vaccinate

#### 31 gennaio - 26 dicembre 2021
N.B.: Il grafico si riferisce a coloro che hanno completato il ciclo vaccinale primario (due dosi o monodose).

### Dosi somministrate per settimana
Questo grafico non è disponibile a causa di un problema tecnico.
Si prega di non rimuoverlo.
Note:
- Il dato sui tamponi effettuati, e di conseguenza sui nuovi positivi, include esclusivamente quelli processati con test molecolare fino al 14 gennaio 2021; dal 15 gennaio 2021 vengono inclusi anche i tamponi effettuati con test antigenico rapido.[2]
- Secondo una ricerca dell'Istituto Nazionale dei Tumori e dell'Università di Siena, sono stati individuati anticorpi contro il COVID-19 in alcuni campioni di sangue prelevati già a settembre 2019, prima che venissero rilevati i primi casi ufficiali nel febbraio 2020. Tracce del virus sono state riscontrate anche nelle acque reflue di Milano e Torino raccolte prima del dicembre 2019 e analizzate dall'Istituto superiore di sanità.[3]
- Secondo gli esperti, il numero effettivo dei positivi al COVID-19 in Italia durante la prima ondata potrebbe essere anche sei volte superiore ai dati ufficiali (un milione e mezzo ad agosto 2020); ciò è stato dimostrato grazie a un'indagine di sieroprevalenza sul SARS-CoV-2 realizzata dal Ministero della salute e dall’ISTAT,[4] ed è confermato anche dal fatto che la percentuale fra tamponi effettuati e positivi rilevati era di gran lunga superiore a quella della seconda ondata.[5]
- Sempre secondo l'ISTAT, il numero ufficiale dei decessi per COVID-19 durante la prima ondata, e in particolare nei mesi di marzo e aprile, risulterebbe sottostimato, in quanto diversi pazienti sono morti in casa o in strutture assistenziali senza la verifica di un tampone, e soprattutto al Nord Italia si è registrato un incremento di decessi superiore alla media degli anni precedenti.[6]
- Sistemi di analisi e georeferenziazione dei tamponi nasofaringei positivi e le mappe che vengono prodotte di conseguenza possono essere considerate un utile sistema di monitoraggio della diffusione del virus[7]

## Fonti
- Ministero della salute — aggiornamenti quotidiani Archiviato il 2 marzo 2020 in Internet Archive.
- Dipartimento della protezione civile — Monitoraggio della situazione
- Task force COVID-19 del Dipartimento Malattie Infettive e Servizio di Informatica, Istituto Superiore di Sanità. Epidemia COVID-19, Aggiornamento nazionale: 17 febbraio 2021
- epicentro.iss.it — Infografica settimanale
- Governo Italiano — Report Vaccini Anti Covid-19